# 危害
危害（きがい、英: harm）は、「人の障害や健康喪失の状態、または財産や環境の価値喪失状態」と定義すると合理的であると、佐藤吉信は述べている。
国際基本安全規格においては「人の受ける身体的傷害若しくは健康傷害，又は財産若しくは環境の受ける害」と定義されている。
公益財団法人日本食肉消費センターの用語集では、ハザード(英: hazard)を「危害」と訳している例もあるが、電気の国際標準ではハザードと危害は別の定義である。
ハザードは、危険の源が潜在的で暴露していない状態である。このハザードが危険事象というイベントによって状態遷移をして危害（harm）というハザードが暴露した状態になる。
危害の影響の大きさ（ひどさ）は、保護対象の性質（人、財産、環境）や、傷害または健康障害の強度（軽い、重い、死亡）、危害の範囲（1人、複数）などが考慮される。
危害の発生確率は、危険源にさらされる頻度及び時間、危険事象の発生確率、危害回避または制限の可能性から算出する。

## 危害のカテゴリ
危害のカテゴリは以下の３つの組合せで分類される。
- 傷害のひどさ
  - 軽傷（完治可能）
  - 死亡を含めて重症（通常は完治しない）

- 危険源にさらされる頻度または時間
  - 「滅多にない」
  - 「時々」
  - 「頻繁」
  - 「継続的」

- 危険源回避の可能性
  - 特定の状況下で可能
  - ほとんど不可能